# HIV/AIDS in Afrika

Verbreitung von HIV/AIDS in Afrika südlich der Sahara:
< 1 %
1 % – < 5 %
5 % – < 10 %
10 % – < 20 %
20 % – 28 %
keine Daten
Angabe in Prozent der erwachsenen Bevölkerung (Alter 15 bis 49)

Afrika südlich der Sahara ist die weltweit am schwersten von der HIV-Epidemie getroffene Region: 2014 lebten mit 25,8 Millionen HIV-positiver Menschen 70 % aller Menschen mit HIV/AIDS in Subsahara-Afrika; dort kam es zu 66 % (790.000) aller HIV-bedingten Todesfälle. 1,4 Millionen wurden neu infiziert. Im Vergleich zum Jahr 2000 hat sich die Anzahl der Neuinfektionen im Jahr 2014 um 41 % reduziert.
Laut dem Gemeinsamen Programm der Vereinten Nationen für HIV/Aids (UNAIDS) ging die Anzahl der durch AIDS verursachten Todesfälle im Zeitraum 2000–2014 um 34 % zurück. Die AIDS-Epidemie hatte dramatische demografische Folgen: In einigen Ländern ist durch die Immunschwäche die Lebenserwartung um mehr als 20 Jahre gesunken. In vielen Ländern ist die Lebenserwartung inzwischen jedoch wieder deutlich angestiegen, so zum Beispiel in Südafrika, wo die Lebenserwartung zwischen 2005 und 2014 von 52 auf 61 Jahre anstieg.
Innerhalb Afrikas unterscheidet sich Nordafrika (0,1 %) hinsichtlich des Anteils der Infizierten an der Gesamtbevölkerung (Prävalenz) deutlich von Subsahara-Afrika (4,8 %).
Die Hauptübertragungswege von HIV unterscheiden sich grundlegend von denen in Europa und Nordamerika: Der heterosexuelle Geschlechtsverkehr ist in Afrika mit etwa 50 % der HIV-Infektionen der weitaus häufigste Übertragungsweg. Zu weiteren 5 bis 10 % der Ansteckungen kommt es durch infizierte Bluttransfusionen. Die Übertragung des Virus von HIV-positiven, schwangeren Frauen auf ihre Neugeborenen während der Schwangerschaft, der Geburt und der Stillzeit ist ein wichtiger Ansteckungsweg: Im Jahr 2014 übertrugen infizierte Schwangere das HI-Virus mit einer Wahrscheinlichkeit von 14 % auf ihr Kind (Mother to child transmission – MTCT). Die Hälfte von ihnen stirbt im ersten Lebensjahr, die meisten anderen vor dem fünften Geburtstag.

## Verbreitung
Die Verbreitung in den Kontinentalregionen basierend auf den Informationen von UNAIDS aus dem Jahr 2015.
| Region                              | Anteil (Alter: 15–49) | Total Infizierte 2014 | Neuinfizierte 2014 | Todesopfer 2014 |
| ----------------------------------- | --------------------- | --------------------- | ------------------ | --------------- |
| Nordafrika / Naher Osten            | 0,1 %                 | 240.000               | 22.000             | 12.000          |
| Subsahara-Afrika                    | 4,8 %                 | 25,8 Mio.             | 1,4 Mio.           | 790.000         |
| West- und Mitteleuropa, Nordamerika | 0,3 %                 | 2,4 Mio.              | 85.000             | 26.000          |
| Osteuropa und Zentralasien          | 0,9 %                 | 1,5 Mio.              | 140.000            | 62.000          |
| Asien und Pazifik                   | 0,2 %                 | 5 Mio.                | 340.000            | 240.000         |
| Lateinamerika                       | 0,4 %                 | 1,7 Mio.              | 87.000             | 41.000          |
| Karibik                             | 1,1 %                 | 280.000               | 13.000             | 8.800           |
| Weltweit                            | 0,8 %                 | 36,9 Mio.             | 2 Mio.             | 1,2 Mio.        |

In diesen Ländern ist der Anteil der HIV-Infizierten und AIDS-Erkrankten (2014) bezogen auf die Gesamtbevölkerung (15–49 Jahre) am höchsten.
| Staat     | Anteil | Infizierte    | Todesfälle |
| --------- | ------ | ------------- | ---------- |
| Eswatini  | 27,7 % | 210.000       | 3.500      |
| Botswana  | 25,2 % | 390.000       | 5.100      |
| Lesotho   | 23,4 % | 310.000       | 9.300      |
| Südafrika | 18,9 % | 6,8 Millionen | 140.000    |
| Simbabwe  | 16,7 % | 1,6 Millionen | 39.000     |
| Sambia    | 12,4 % | 1,2 Millionen | 19.000     |
| Mosambik  | 10,6 % | 1,5 Millionen | 45.000     |
| Malawi    | 10,0 % | 1,1 Millionen | 33.000     |

| Staat                | Anteil | Infizierte    | Todesfälle |
| -------------------- | ------ | ------------- | ---------- |
| Namibia              | 9,5 %  | 210.000       | 3.100      |
| Uganda               | 7,3 %  | 1,5 Millionen | 33.000     |
| Kenia                | 5,3 %  | 1,4 Millionen | 33.000     |
| Tansania             | 5,3 %  | 1,5 Millionen | 46.000     |
| Kamerun              | 4,8 %  | 660.000       | 34.000     |
| Zentralafr. Republik | 4,3 %  | 140.000       | 9.900      |
| Gabun                | 3,9 %  | 48.000        | 1.500      |
| Republik Kongo       | 2,8 %  | 81.000        | 4.400      |

## Geschichte

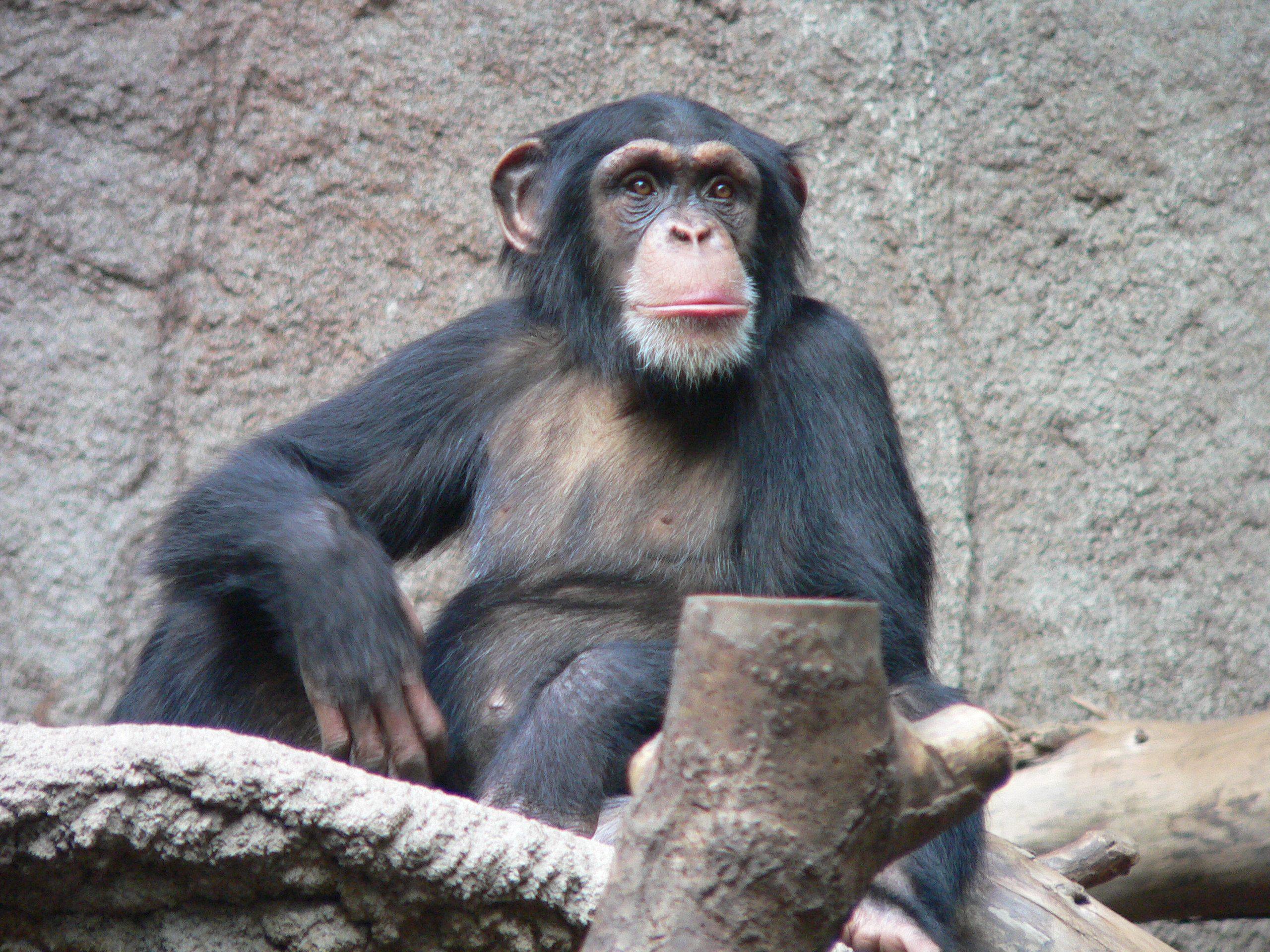
Das HI-Virus stammt sehr wahrscheinlich von dem bei Schimpansen gefundenen SI-Virus ab.

Genaue Angaben über Zeit, Ort, Wirtstier, Art und Anzahl der Übertragungen sind nicht bekannt. Ein internationales Forscherteam konnte 2006 schlüssig beweisen, dass der Ursprung des Erregers bei Schimpansen in Kamerun liegt.
Phylogenetische Untersuchungen (Verwandtschaftsvergleiche zwischen den unterschiedlichen Subtypen von HIV und zwischen HIV und SIV) lassen vermuten, dass mehrere unabhängige Übertragungen vom Schimpansen auf den Menschen in Kamerun und/oder dessen Nachbarländern stattfanden. Die erste Blutprobe, in der sich HIV nachweisen ließ, wurde 1959 im Kongo von einem erwachsenen Menschen genommen. Weitere Proben stammen von einem US-Amerikaner (1969) und einem norwegischen Matrosen (1976).

## Ursachen
Die vergleichbare Verbreitung in Nordafrika und West- bzw. Mitteleuropa ist auf den Einfluss Europas auf den nordafrikanischen Teil zurückzuführen; zusätzlich bildet die Sahara eine ökologische Abgrenzung zwischen nord- und südafrikanischen Staaten.
Als Ursprung für das HI-Virus und somit der AIDS-Pandemie wird das fast identische SI-Virus angesehen. Zwei der beiden meistverbreiteten HI-Viren verwandte Viren wurden bei zwei Affenarten gefunden: bei Schimpansen (HIV-1-verwandt) sowie bei Rußmangaben (HIV-2-verwandt). Vor den 1930er-Jahren kam es dann vermutlich durch Verletzungen bei der Jagd oder Verzehr von Schimpansen zu einer Überwindung der Artenbarriere und damit einem Wechsel des Virus auf den Menschen. Frühere Theorien zur Entstehung und Verbreitung des HI-Virus in Afrika beinhalteten eine Verbreitung durch eine verseuchte Schluckimpfung gegen Polio (Kinderlähmung) in den 1950er-Jahren. Diese Theorie gilt jedoch heute als widerlegt.
Für die weite Ausbreitung von AIDS in den Staaten des südlichen Afrika sind vermutlich folgende Ursachen verantwortlich:
- Späte Präventionskampagnen: Während in Europa und Nordamerika kurz nach der Entdeckung des HI-Virus durch Massenmedien die Endzeitstimmung verbreitet wurde und damit große Teile der Bevölkerung über die Übertragungswege und Prävention informiert waren, blieb AIDS in vielen Teilen Afrikas ein Tabuthema, wodurch die Seuche fast 20 Jahre Zeit hatte, sich ungehindert zu verbreiten.
- Kostengründe: Die Bevölkerung des südlichen Afrika gehört zu den ärmsten der Welt. Werden Kondome und HIV-Tests den Betroffenen nicht sehr kostengünstig zur Verfügung gestellt, so werden diese Mittel nicht breite Verwendung finden.
- Sexuelle und körperliche Gewalt gegen Frauen ist ein möglicher Grund, weshalb im Gegensatz zu Europa und Nordamerika mehr Frauen als Männer infiziert sind (57 % der HIV-infizierten Erwachsenen sind Frauen[10]), erklärt dieses Phänomen jedoch nicht vollständig. In Tansania ergab eine Untersuchung, dass bei jungen Frauen, die Gewalt durch ihren Partner erfahren haben, die Wahrscheinlichkeit, HIV-infiziert zu sein, zehnmal so hoch war wie bei Frauen, die keine Gewalt erfuhren. UNAIDS hat im Jahr 2022 anlässlich des Internationalen Tages zur Beseitigung von Gewalt gegen Frauen erneut dazu aufgerufen, sich zusammenzuschließen, um gender-basierte Gewalt und geschlechtsspezifische Ungleichheiten zu bekämpfen. Gewalt gegen Frauen treibe die HIV-Pandemie voran, bedeute Tausende Neuinfektionen wöchentlich und erschwere so im erheblichen Maße die Überwindung von AIDS. Laut Exekutivdirektorin Winnie Byanyima handele es sich dabei um ein systemisches Problem.[11] Nach Angaben von UNAIDS kann partnerschaftliche Gewalt die Wahrscheinlichkeit, dass sich Frauen mit dem HI-Virus infizieren, um bis zu 50 % erhöhen. Erlebte Gewalt oder die Angst vor drohender Gewalt erschwere Betroffenen nicht nur den Zugang zu Diensten. Sie schmälere auch deren Fähigkeit, mit Tätern die Verwendung von Kondomen zu verhandeln. Auch hielten Gewalterfahrungen Frauen davon ab, ihren HIV-Status offenzulegen oder eine HIV-Behandlung fortzusetzen.[11]
- In vielen Gebieten besteht kein großes Interesse bei den Betroffenen, den eigenen HIV-Status zu kennen und somit andere schützen zu können. Ein positives Testergebnis kommt in vielen Gebieten Afrikas einem Todesurteil gleich, da es keinerlei Behandlungsmöglichkeiten gibt.
- Starke Tabuisierung von AIDS und Diskriminierung und Ausgrenzung von AIDS-Kranken, was die Bereitschaft, einen HIV-Test durchzuführen, stark vermindert.
- Kulturelle Ursachen: Polygamie und das sofortige Heiraten der Witwen durch Familienangehörige des Verstorbenen sind ebenfalls begünstigende Faktoren.
- Überlappende Sexualnetzwerke: Viele Menschen haben parallele intime Partnerschaften, über die sich das Virus schneller ausbreiten kann als in monogamen Partnerschaften.[12]

Höhere Prävalenz und fehlende Behandlungsmöglichkeiten für andere sexuell übertragbare Krankheiten begünstigen die Übertragung des HI-Virus. Inwieweit die Prävalenz dieser Erkrankungen die Verbreitung von HIV beeinflusst, ist noch nicht verstanden. Da viele Geschlechtskrankheiten zu Hautwunden an den Geschlechtsorganen führen, kann das Virus beim Geschlechtsverkehr die Schleimhautbarrieren wesentlich leichter überwinden. Gelegentlich werden auch genetische Faktoren in Betracht gezogen und Unterschiede des HI-Virus zu den in Europa verbreiteten Stämmen genannt. Bekannt ist, dass AIDS vermehrt mit den in Afrika häufigen Erkrankungen Tuberkulose und Malaria einhergeht.
Auch wenn alle oben genannten Ursachen die Verbreitung von AIDS begünstigen, überwiegen in bestimmten Regionen spezifische Ursachen. Zentral- und Ostafrika sind die einzigen Regionen in Afrika, die eine Abnahme der Verbreitung in der Bevölkerung aufzeigen – um dies nun schon als allmähliche Entschärfung des Problems betrachten zu können, sind die beobachteten Zeiträume jedoch zu kurz und ist der prozentuale Anteil der Infizierten in der Bevölkerung immer noch zu hoch. Trotzdem nimmt man an, dass diese Abnahme auch auf die Präventionskampagne, die seit Mitte der 1980er-Jahre in Zusammenarbeit mit der Weltgesundheitsorganisation (WHO) begonnen hat und die dafür verantwortlich ist, dass die AIDS-Problematik und die möglichen Schutzmaßnahmen inzwischen 99 % der Bevölkerung, insbesondere auch den Jugendlichen, bekannt sind, zurückzuführen ist. In Ost- und Zentralafrika konnte UNAIDS feststellen, dass gute, intensive Präventionskampagnen einen deutlich positiven Effekt aufweisen können.
In weiten Teilen Subsahara-Afrikas gilt Prostitution als eine wichtige Ursache für die Verbreitung des HI-Virus'. Eine weitere Risikogruppe stellen die Fernfahrer dar. In Ermangelung eines funktionierenden Eisenbahnsystems sind diese vielerorts, besonders bei der Versorgung der Binnenstaaten Ostafrikas, unverzichtbar. Die Lkw-Chauffeure legen oft weite Strecken zurück und frequentieren als Kunden regelmäßig Prostituierte. Im Jahr 2020 sollen in Ostafrika bis zu 80 % der Fernfahrer HIV-positiv gewesen sein sowie 60 % der Prostituierten.
Prostitution zählt ebenso in Westafrika als Katalysator der Epidemie. Beispielsweise waren im Jahr 2005 in Luanda (Angola) 33 %, in Ouagadougou (Burkina Faso) 21 % der Prostituierten HIV-positiv.
Die Ursachen in Südafrika liegen gemäß UNAIDS (2004) an der frühen sexuellen Aktivität der Jugendlichen (das Durchschnittsalter beim ersten Geschlechtsverkehr beträgt bei Männern 16,4 Jahre und bei Frauen 17 Jahre, Deutschland: 16,9 Jahre) in Zusammenhang mit schlechter bzw. schlicht nicht vorhandener Präventionsaufklärung. Bei den Fünfzehn- bis Neunzehnjährigen sind 4,8 % (2004) infiziert, bei den Zwanzig- bis Vierundzwanzigjährigen bereits 16,5 % (2004).

## Probleme der Aufklärung

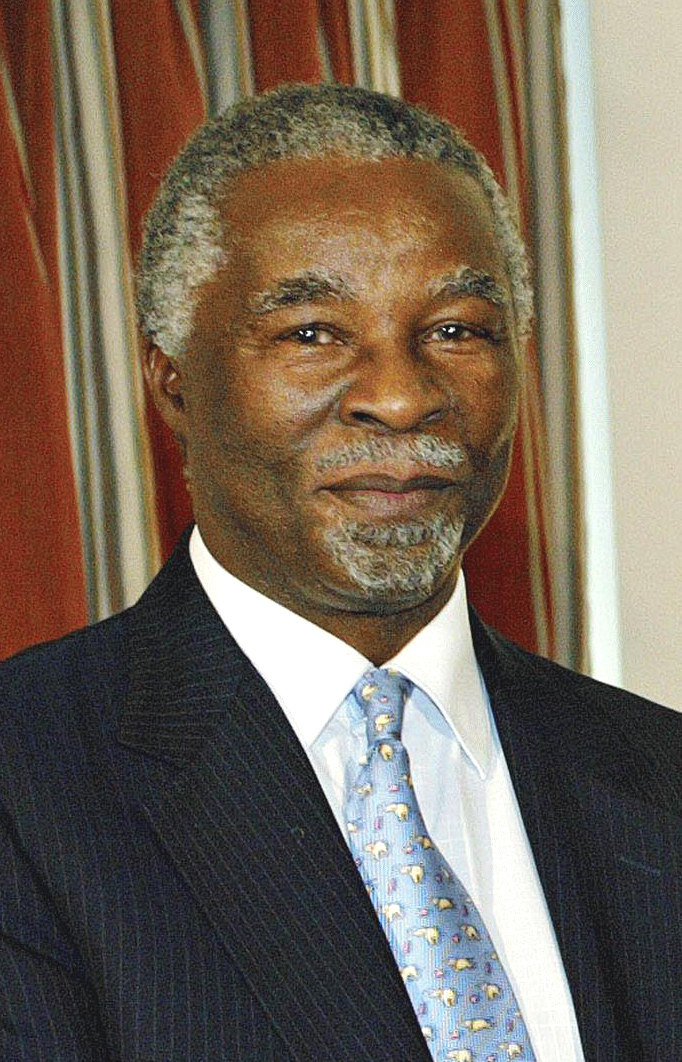
Thabo Mbeki, ehemaliger südafrikanischer Präsident und AIDS-Leugner

In vielen Staaten Afrikas haben Mediziner und AIDS-Aufklärer mit heftiger Ablehnung der wissenschaftlichen Erkenntnisse über das HI-Virus zu kämpfen sowie mit einer weitverbreiteten Ignoranz gegenüber der AIDS-Forschung. Dazu beigetragen hat die als AIDS-Leugner (englisch AIDS denialists) bezeichnete Gruppe von Personen, die mit unterschiedlichen Thesen den Zusammenhang von HIV und AIDS oder sogar die Existenz des Virus in Frage stellt. Ein besonders prominenter Vertreter dieser Gruppe ist der deutsch-amerikanische Molekularbiologe Peter Duesberg, der trotz seiner im Westen völlig diskreditierten Thesen zu der Krankheit in die AIDS-Beratungskommission der südafrikanischen Regierung berufen wurde. Südafrikas ehemaliger Präsident Thabo Mbeki bestritt wiederholt den Zusammenhang zwischen HIV und AIDS ebenso wie die Tatsache, dass es sich bei AIDS überhaupt um eine Krankheit handelt. Auch andere afrikanische Staatschefs positionierten sich dementsprechend. So riet etwa Gambias Diktator Yahya Jammeh den Einwohnern seines Landes von der Einnahme antiviraler Medikamente ab.
Der umstrittene deutsche Vitaminverkäufer Matthias Rath war ebenfalls in Südafrika aktiv und verkaufte, unterstützt von der dortigen Gesundheitsministerin, Vitaminpräparate als angebliche Arznei gegen AIDS.

## Situation der Infizierten

AIDS war für eine rückläufige Lebenserwartung in manchen südafrikanischen Staaten verantwortlich.

Während sich die Lebenserwartung und Lebensqualität für HIV-Infizierte in den Industrienationen deutlich vergrößert bzw. gebessert haben – sei es durch antiretrovirale Medikamente, durch bessere Behandlung von opportunistischen Infektionen oder die medikamentöse Prophylaxe von Infektionen –, sind die Perspektiven von HIV-Infizierten in den meisten afrikanischen Ländern weiterhin schlecht. Wo eine medizinische Versorgung oft ein Privileg ist, bleibt eine lebenslange antiretrovirale Therapie für Millionen von Menschen unbezahlbar.
Mindestens 85 % (nahezu 900.000) der Südafrikaner, die antiretrovirale Medikamente benötigen, bekamen diese Mittel 2005 nicht, das Gleiche gilt für mindestens 90 % der Bedürftigen in Ländern wie Äthiopien, Ghana, Lesotho, Mosambik, Nigeria, der Vereinigten Republik Tansania und Simbabwe.
Eine antiretrovirale Therapie kostet in Europa zwischen 10.000 und 15.000 US-Dollar pro Person und Jahr. Die Kosten sind u. a. so hoch, weil auf diesen Medikamenten Patentrechte liegen. Durch pharmazeutische Fabriken in Südafrika, Indien, Brasilien, Thailand und China sowie durch Spenden ist es möglich, in bestimmten afrikanischen Ländern Generika für 140 US-Dollar pro Person und Jahr zur Verfügung zu stellen.
Zu Beginn des Jahres 2004 hat die Clinton Foundation eine Einigung zwischen verschiedenen Herstellern von Generika und Markenherstellern erzielt und deutlich günstigere Konditionen für die Länder ausgehandelt, die am stärksten von der Pandemie betroffen sind. UNAIDS verkündete das Ziel, in diesen Ländern bis zum Jahre 2005 drei Millionen Menschen den Zugang zur antiretroviralen Therapie zu ermöglichen. 2003 wurde von der WHO die Initiative 3 by 5 gestartet: 3 Millionen Infizierte sollten im Jahr 2005 mit Medikamenten versorgt werden. Im Jahr 2004 wurden ca. 700.000 Menschen in armen Ländern mit Medikamenten versorgt, 2005 wurde das Ziel nicht erreicht.

### Situation der Familien von Infizierten
Junge Mädchen müssen oft die Schule abbrechen, um ihre erkrankten Eltern zu pflegen oder sich um die jüngeren Geschwister zu kümmern. Bis zum Jahr 2006 waren in Afrika 12 Millionen Kinder durch AIDS zu Waisen geworden. Diese gehen oft nicht zur Schule, werden ausgegrenzt und diskriminiert. Die Großfamilien sind angesichts der riesigen Anzahl an Waisen mit der Pflege dieser Kinder zunehmend überfordert. Sie tragen ein hohes Risiko, an Unterernährung zu leiden.

## AIDS-Bekämpfung

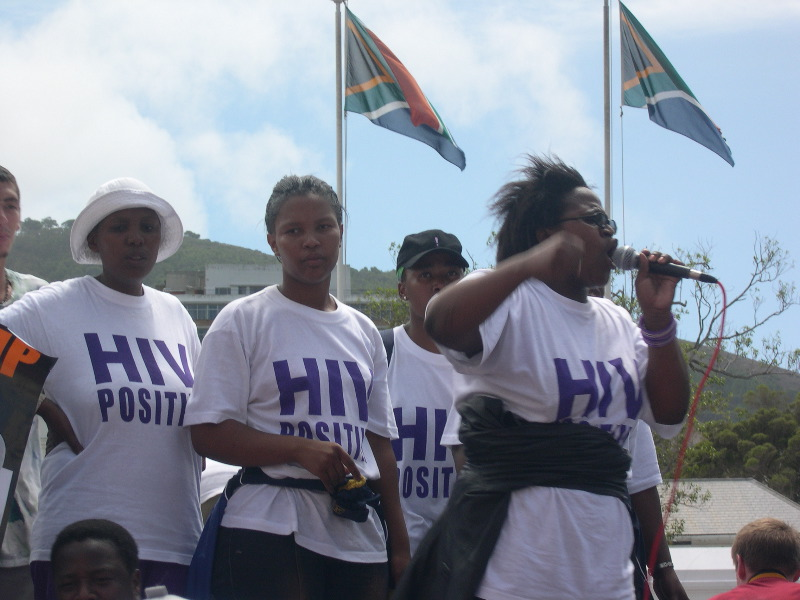
AIDS-Aktivisten in Südafrika

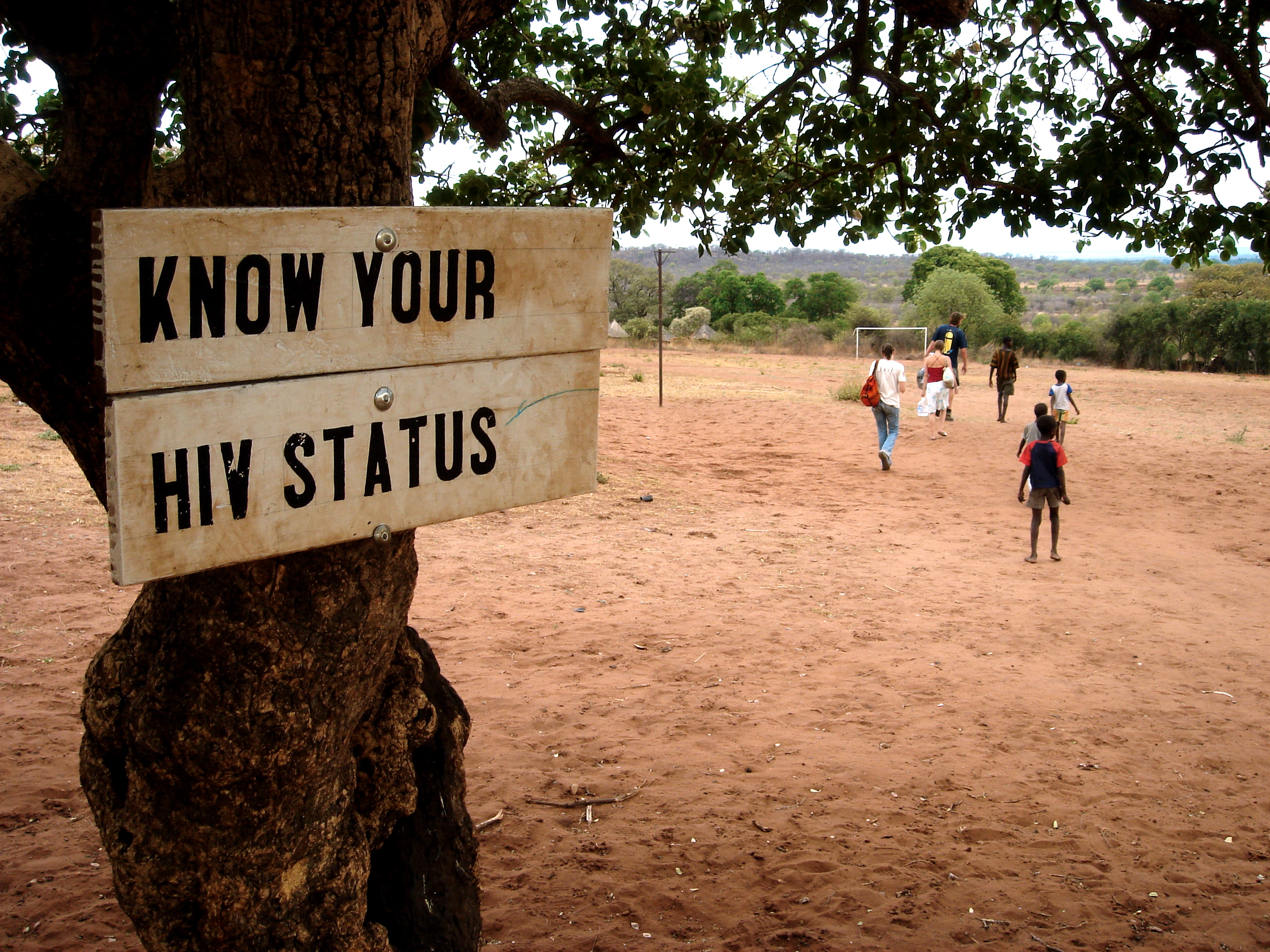
Werbung für HIV-Tests

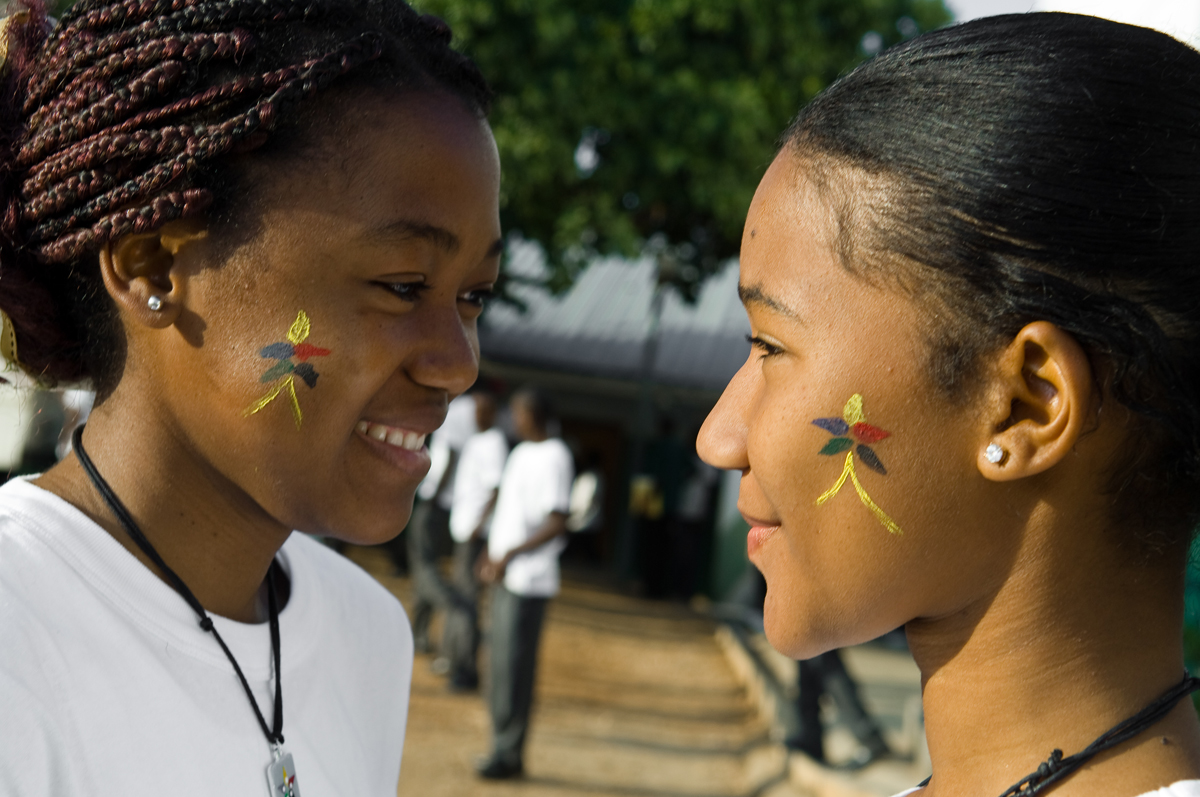
Aktivistinnen des „Star for Life“-Programms

Die 2003 von UNAIDS und anderen erarbeiteten „Three Ones“-Kernprinzipien:
1. eine Strategie zur HIV/AIDS-Bekämpfung
2. eine nationale, multisektorale AIDS-Koordinationsstelle
3. ein landesweites Monitoring- und Evaluierungssystem.

Sie sollen die Koordination von Mitteln für die HIV/AIDS-Bekämpfung innerhalb eines Landes verbessern und die Aktivitäten verschiedener Geber und Kooperationspartner harmonisieren. Im Sinne der „Three Ones“ liegen die Aktivitäten zur HIV/AIDS-Bekämpfung in den meisten Staaten Afrikas den jeweiligen Gesundheitsministerien und nationalen AIDS-Räten.
Die meisten Gelder für Aktivitäten gegen AIDS fließen über multilaterale Institutionen (Weltbank, Global Fund to Fight AIDS, Tuberculosis and Malaria u. a.) oder bilaterale Abkommen zwischen Industrieländern und den afrikanischen Regierungen (z. B. über das Bundesministerium für wirtschaftliche Zusammenarbeit und Entwicklung, die Deutsche Gesellschaft für Technische Zusammenarbeit, PEPFAR).
Diese Finanzierungen unterstützen afrikanische Staaten maßgeblich beim Aufbau nationaler Programme gegen die HIV-Epidemie. Kritiker mahnen häufig eine bessere Einbindung zivilgesellschaftlicher Gruppen und der Kirchen an.
- Weltbank

1988 begann die Weltbank Projekte gegen HIV/AIDS finanziell zu unterstützen. In Afrika fördert die Weltbank staatliche Programme gegen HIV/AIDS durch Zuschüsse, die im Rahmen des „Multi-Country AIDS Program for Africa“ (MAP) und des kleineren, auf die Implementierung der AIDS-Therapie ausgerichteten „Treatment Acceleration Programme“ (TAP, 2006–2008) vergeben werden.
In der ersten Phase von MAP (2001 bis 2006) finanzierte die Weltbank 39 nationale oder überregionale Projekte mit einem Volumen von 1,286 Milliarden US-Dollar.
- PEPFAR

2003 initiierte US-Präsident George W. Bush das globale US-Programm zur AIDS-Bekämpfung PEPFAR (President’s Emergency Plan for AIDS Relief). PEPFAR ist einer der großen Geldgeber im Kampf gegen HIV/AIDS, insbesondere in Afrika, und unterstützt über bilaterale Partnerschaften in den Empfängerländern präventive, therapeutische und pflegerische Maßnahmen. Von 2003 bis 2008 waren 15 Milliarden US-Dollar für den Kampf gegen AIDS in Entwicklungsländern vorgesehen:
- 10 Milliarden US-Dollar für 15 „focus countries“ (Botswana, Äthiopien, Kenia, Namibia, Ruanda, Tansania, Südafrika, Uganda, Sambia, Mosambik, Nigeria, Cote d’Ivoire, Guyana, Vietnam, Haiti)
- 4 Milliarden US-Dollar für andere Länder und Aktivitäten (z. B. wissenschaftliche Untersuchungen zu HIV/AIDS)
- 1 Milliarde US-Dollar für den Globalen Fonds zur Bekämpfung von AIDS, Tuberkulose und Malaria (GFATM).

Für das Fortsetzungsprogramm PEPFAR 2 (2009 bis 2013) waren 48 Milliarden US-Dollar geplant.
In Südafrika engagieren sich zahlreiche kleine Organisationen und Gruppen in der besonders betroffenen Provinz KwaZulu-Natal in der AIDS-Arbeit. Oft handelt es sich dabei um dörfliche Initiativen, die dem Leid ihrer Nachbarn nicht länger untätig zusehen wollen. Was ihnen fehlt, sind fachliches Wissen und finanzielle Mittel. Die AIDS Foundation South Africa (AFSA) hilft den Basisgruppen durch fachliche Beratung und mit Geld aus einem eigens dafür eingerichteten Fonds. In den nächsten drei Jahren will AFSA 16 Initiativen, die sich für AIDS-Aufklärung engagieren und betroffenen Familien helfen, finanziell unterstützen und fachlich beraten. So kann sichergestellt werden, dass sich die kleinen Initiativen und Gruppen ganz auf ihre eigentliche Arbeit konzentrieren können und Hilfe bekommen, wenn sie nicht mehr weiterwissen. 2016 gab das nationale Gesundheitsministerium bekannt, dass alle südafrikanischen HIV-Infizierten kostenlos behandelt werden sollen.
In Äthiopien, Kenia, Tansania und Uganda fördert die Deutsche Stiftung Weltbevölkerung die AIDS-Aufklärung, unter anderem indem sie Selbsthilfeinitiativen der Bevölkerung unterstützt.
In Angola, Botswana, Guinea-Bissau, Mosambik, Namibia, Sambia, Simbabwe und Südafrika (aber auch in Indien und China) arbeitet in bisher 50 Gebieten à 100.000 Einwohnern Total Control of the Epidemic („totale Kontrolle der Epidemie“), eine mehrfach ausgezeichnete Kampagne zur Bekämpfung von HIV/AIDS der NGO Humana People to People. Auf der Basis einer strikten Organisation betreibt sie die Aufklärung und Mobilisierung der Bevölkerung in Besuchen geschulter Einheimischer von Haus zu Haus. Ende 2006 hatte sie 4,8 Millionen Menschen erreicht.